# Michel François (militaire)
Pour les articles homonymes, voir Michel François et François.
Joseph-Michel François, dit Michel François, né le 8 mai 1957 et mort le 21 février 2017, était un colonel de l'armée haïtienne. En tant que chef de la police nationale d'Haïti, il participa au coup d'État haïtien de 1991, qui a renversé le président élu d'Haïti, Jean-Bertrand Aristide. L'ancien candidat à la présidence haïtienne Michel « Sweet Micky » Martelly est connu pour ses relations avec Michel François.

## Formation
Michel François a fréquenté l'école de commandement américaine de Fort Bragg.
Il participe au FRAPH (Front révolutionnaire armé pour le progrès d’Haïti, devenu Front pour l'avancement et le progrès Haïtien), organisation paramilitaire d'extrême-droite haïtienne, soutenue et armée par la CIA. Les présidents des États-Unis Ronald Reagan et George H. W. Bush considéraient Aristide comme un communiste, leur politique étrangère fut donc à l'origine d'un soutien à la dictature de Cédras et aux forfaits du FRAPH.

## Chef de la police nationale (1991-94)
Largement impliqué dans les cartels de drogues, inconnu sur la scène politique internationale, à l'identité floue (Michel, François Michel, dates de naissance et décès imprécises), il crée la surprise en prenant la tête du pouvoir militaire, tandis que Raoul Cédras prend la tête d'une nouvelle dictature. En effet, en 1991, il aide à renverser le président élu d'Haïti, Jean-Bertrand Aristide. Il secoue d'une violence sanglante le pays en tant que chef de la police et de la police secrète, sous la dictature du général Raoul Cédras : quelque 4 000 Haïtiens sont tués. Ils sont désignés par la critique internationale comme des héritiers néo-duvaliéristes, survivance des Tontons Macoutes après 1986.
Dante Caputo, envoyé spécial des Nations-Unies en Haïti le qualifie publiquement de « tueur ».
Michel François fuit le pays en 1994, trouvant asile du côté de la voisine République dominicaine. Bien que reconnu coupable en Haïti d'avoir assassiné l'homme d'affaires et partisan d'Aristide Antoine Izméry, il n'a jamais été extradé. L'homme ayant assassiné Izméry, le sergent Louis-Jodel Chamblain, sera condamné par contumace : il est depuis considéré comme un criminel de guerre.
Lorsque la République dominicaine l'expulsa pour avoir fomenté un autre coup d'État en Haïti, Michel François se réfugia à San Pedro Sula, au Honduras.
En 2000, Michel François est condamné pour plusieurs chefs d'accusation, dont complicité de meurtre, torture et association de malfaiteurs : il est privé de ses droits civiques.

## Affaire de drogue
Un trafiquant de drogue condamné déclare à la commission des relations étrangères du Sénat américain qu'il arencontré François en Colombie et que ce dernier lui a dit qu'il préparait un trafic de cocaïne. Les procureurs américains inculpèrent François en mars 1997 et l'accusèrent d'avoir introduit en contrebande 33 tonnes de cocaïne et d'héroïne aux États-Unis depuis sa piste d'atterrissage privée en Haïti, tout en acceptant des millions de pots-de-vin de barons de la drogue colombiens. Michel François nie les accusations et reste dans une prison hondurienne jusqu'en juillet 1997, lorsque la Cour suprême du Honduras rejette les efforts d'extradition des États-Unis pour manque de preuves et le relâche en conséquence.

## Décès
Michel François décède soudainement le 21 février 2017 au Honduras, qu'il n'avait jamais quitté depuis son exfiltration.